# 本村正秀
本村 正秀（もとむら まさひで）は、日本の実業家。佐川急便株式会社代表取締役社長。

## 来歴・人物
福岡県出身。1978年福岡県立山門高等学校卒業。1980年東京佐川急便入社。

## 経歴
- 2002年6月 - 佐川急便　執行役員　大阪支社　支社長
- 2003年3月 - 佐川急便　執行役員　関西支社　支社長
- 2003年6月 - 佐川急便　常務執行役員　関西支社　支社長
- 2005年3月 - 佐川急便　専務執行役員　営業本部長　兼　関西支社　支社長
- 2018年6月 - 佐川急便　取締役　品質保証部長
- 2019年4月 - 佐川急便　代表取締役　社長[1]